# Hjulsbro station

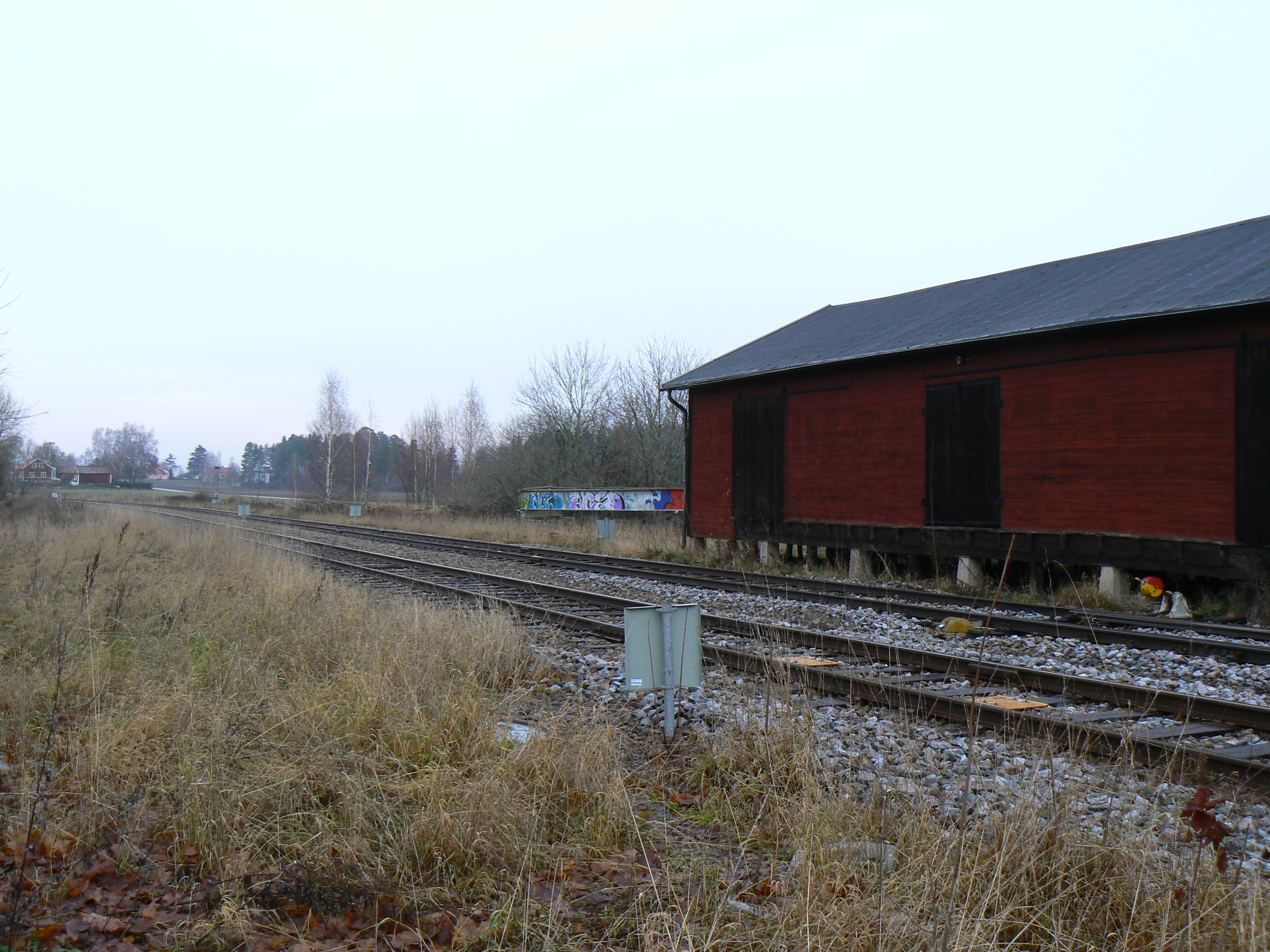
Hjulsbro station 2006 med det magasin som uppfördes i början av 1900-talet.

Hjulsbro station var en järnvägsstation på Stångådalsbanan (tidigare benämnd Östra Centralbanan) vid Hjulsbro i södra Linköping i Östergötland. Hjulsbro är fortfarande driftplats och där finns möjlighet till tågmöte. Trafikplatssignaturen lyder Hj.
Den första stationsbyggnaden uppfördes 1901 och var en röd träbyggnad om två våningar. Denna byggnad revs ersattes av en ny murad enplansbyggnad 1959 varefter den ursprungliga stationsbyggnaden revs.
I slutet av 1970-talet upphörde persontrafiken vid Hjulsbro station. Hjulsbro postkontor inrymdes då i byggnaden och upphörde 1993. Därefter användes lokalen till olika affärsverksamheter och även som privatbostad.
I november 2008 revs stationshuset och endast några fruktträd på den forna tomtmarken minner om byggnadens läge.